# Шпилевский, Алексей Николаевич
Алексей Николаевич Шпилевский (бел. Аляксей Мікалаевіч Шпілеўскі; род. 17 февраля 1988, Минск) — белорусский футбольный тренер. Главный тренер нижегородского клуба «Пари НН».

## Биография
Сын белорусского футбольного агента, в своё время считался перспективным опорным полузащитником: играл в юношеских командах «Штутгарта» (2004—2006), а в 2005 году в составе сборной Беларуси U-17 квалифицировался в финальную часть чемпионата Европы, но незадолго до старта турнира в Италии серьёзно травмировал спину, из-за чего в 2006 году завершил карьеру футболиста.
В 2011 году в немецком Кёльне получил тренерскую лицензию категории «А» и стал самым молодым в Германии её обладателем. Тренерскую карьеру начал в академии «Штутгарта». Начинал помощником главного тренера команды U-13. Потом стал главным тренером команды U-12. В 2013 году перешёл в «Ред Булл Лейпциг», где работал с командами возрастов от 13 до 16 лет.
В конце июня 2018 года возглавил тренерский штаб «Динамо Брест», но в августе из-за конфликта и недопонимания с руководством покинул клуб. В ноябре 2018 года стал главным тренером казахстанского «Кайрата». В 2019 году стал серебряным призёром чемпионата Казахстана, а в 2020 году сумел добыть золото для «Кайрата» впервые за 16 лет.
В июне 2021 года Шпилевский покинул «Кайрат» и вернулся в Германию, чтобы возглавить клуб второго дивизиона «Эрцгебирге». Он подписал контракт на два года. После трёх ничьих и четырёх поражений в первых семи играх лиги, а также выбывания из Кубка Германии в первом раунде, клуб расстался с ним.
28 февраля 2022 года руководство кипрского клуба «Ариса» представило Шпилевского в качестве главного тренера. В мае 2023 года белорусский специалист был признан лучшим тренером кипрского чемпионата. По итогам сезона 2022/23 досрочно стал победителем кипрского чемпионата. В июне 2023 года белорусский тренер продлил контракт с кипрским клубом до 2026 года. В апреле 2025 года клубная пресс-служба сообщила, что по окончании сезона Шпилевский покинет команду.
16 июня 2025 года назначен на пост главного тренера «Пари НН», контракт рассчитан на три сезона. Незадолго до того стало известно, что команда из Нижнего Новгорода сохранит место в РПЛ, несмотря на неудачу в стыковых матчах (команда была слабее «Сочи» — 2:1 и 1:3). В «Пари НН» сменил другого белорусского специалиста — Виктора Гончаренко. В тренерский штаб Шпилевского вошли Омер Эрбай, Александр Колоцей, Христос Пападопулос и Адаму Адамос.

## Статистика
{{обновлено|2025-08-18}
| Команда        | Начало работы   | Завершение работы | Показатели | Показатели | Показатели | Показатели | Показатели |
| Команда        | Начало работы   | Завершение работы | М          | В          | Н          | П          | % побед    |
| -------------- | --------------- | ----------------- | ---------- | ---------- | ---------- | ---------- | ---------- |
| Динамо-Брест   | 29 июня 2018    | 11 августа 2018   | 8          | 4          | 2          | 2          | 050,00     |
| Кайрат         | 25 ноября 2018  | 7 июня 2021       | 78         | 47         | 12         | 19         | 060,26     |
| Эрцгебирге     | 1 июля 2021     | 19 сентября 2021  | 8          | 0          | 3          | 5          | 000,00     |
| Арис (Лимасол) | 26 февраля 2022 | 31 мая 2025       | 139        | 74         | 32         | 33         | 053,24     |
| Пари НН        | 16 июня 2025    | н. в.             | 7          | 2          | 0          | 5          | 028,57     |
| Итого          | Итого           | Итого             | 240        | 127        | 49         | 64         | 052,92     |

## Достижения
«Кайрат»
- Чемпион Казахстана: 2020

«Арис»
- Чемпион Кипра: 2022/23
- Обладатель Суперкубка Кипра: 2023